# Armando Nogueira
Armando Nogueira (Xapuri, 14 gennaio 1927 – Rio de Janeiro, 29 marzo 2010) è stato un giornalista brasiliano.

## Biografia
Nato da genitori cearensi trasferitisi nello Stato di Acre, andò a vivere a Rio de Janeiro all'età di diciassette anni.
Studiò diritto a Rio, ma nel 1950 ebbe il suo primo incarico nel giornalismo: curò infatti la sezione sportiva del Diário Carioca, a cui rimase legato per i tredici anni successivi. Tale impiego segnò l'inizio della carriera di Nogueira, che ebbe l'opportunità di lavorare con Prudente de Moraes Neto, Carlos Castello Branco, Otto Lara Resende, Rubem Braga, Fernando Sabino, Paulo Mendes Campos e Pompeu de Souza tra gli altri. Fu inoltre testimone oculare dell'attentato di Rua Toneleros, a Copacabana, al giornalista Carlos Lacerda.
Oltre che al Diário Carioca, collaborò con il  Diário da Noite e con le riviste Manchete e O Cruzeiro, e nel 1959 venne assunto al Jornal do Brasil. Dal punto di vista televisivo, Nogueira fu un precursore in Brasile, dato che nello stesso 1959 scriveva i testi per i giornalisti Moreira e Domingues, che lavoravano per la prima rete indipendente nazionale.
Si trasferì a Rede Globo nel 1966, e dette il primo impulso significativo al giornalismo televisivo brasiliano insieme ad Alice Maria. Passò venticinque anni della sua carriera a Rede Globo, creando i notiziari principali dell'emittente; si occupò personalmente delle cronache del campionato mondiale di calcio a partire dall'edizione di Svizzera 1954 e delle Olimpiadi estive a partire da Mosca 1980.
Nel 1990, dopo un dissidio legato alla campagna elettorale per le elezioni presidenziali di quell'anno, lasciò Rede Globo e si divise tra TV Cultura, TV Bandeirantes e SportTV.
È morto il 29 marzo 2010 all'età di 83 anni in seguito ad un cancro.